# Ивановка (Нижнегумбетовский сельсовет)
Ивановка — упразднённое село в Октябрьском районе Оренбургской области. На момент упразднения входил в состав сельского поселения Нижнегумбетовский сельсовет. Исключено из учётных данных в 2005 году.

## География
Располагалось в анклаве Октябрьского района образованного территорией Шарлыкского района Оренбургской области и Куюргазинском районе Башкортостана, в месте слияния ручья Долгий и реки Салыръелга, на расстоянии, примерно, 5 километр к западу от деревни Тюканово 2-е.

## История
По данным на 1931 год деревня Ивановка состояла из 73 хозяйств. В административном отношении являлась центром Ивановского 2-го сельсовета Каширинского района Средневолжского края.
По данным на 1939 год деревня 2-я Ивановка входила в состав Кузьминовского сельсовета Октябрьского района Чкаловской области. В деревне действовал колхоза «Красное знамя». Позже отделение совхоза «Гумбетовский».
Постановление Законодательного Собрания Оренбургской области от 16 февраля 2005 года № 1927/316-III-ОЗ село исключено из учётных данных.

## Население
По данным на 1930 год в деревне проживало 379 человек, основное население — русские.
По переписи 2002 года в селе отсутствовало постоянное население.